# Балка Велико-Тарама
Балка Велико-Тарама (рос. Б. Вели-тарама; б. Велико-Тарама) — балка (річка) в Україні у Мар'їнському районі Донецької області. Ліва притока річки Сухі Яли (басейн Дніпра).

## Опис
Довжина річки приблизно 10,78 км, найкоротша відстань між витоком і гирлом — 9,68  км, коефіцієнт звивистості річки — 1,11 . Формується декількома балками та загатами. На деяких ділянках балка пересихає.

## Розташування
Бере початок у селі Степне. Тече переважно на північний захід через село Новомихайлівку і на північно-західній околиці села впадає у річку Сухі Яли, ліву притоку річки Вовчої.

## Цікаві факти
- Від витоку балки на південно-східній стороні за 4,54 км розташований автошлях Н20[4] (автомобільний шлях національного значення на території України, Слов'янськ — Донецьк — Маріуполь. Розташований на території Донецької області.).
- У XX столітті на балці в селі Новомихайлівка існували молочно-товарна ферма, газголдер та газова свердловина[2].